# Jeong Tae-ik
Jeong Tae-ik 정태익 es un diplomático de carrera surcoreana retirado.
En 1965 estudió en el college de la Universidad Nacional de Seúl.
En 1970 graduó en la Universidad Nacional de Seúl y entró al servicio de exterior.
En 1978 fue secretrario de embajada de primera clase en Tokio.
En 1981 fue consejero de embajada en Monrovia.
En 1986 fue consejero de embajada en Washington, D C.
En 1990 fue presidente del Secretariado de asuntos extranjeros.
En 1992 fue director general del despacho de asuntos americanos.
En 1993 fue cónsul general en El Cairo.
En 1995 fue embajador en El Cairo.
En 1996 fue Deputy Minister of Foreign Affairs.
En 1998 fue embajador en Roma.
En 2000 fue comandante suplente del Institute of Foreign Affairs and National Security (IFANS).
En 2001 fue gerente del IFANS.
En 2001 fue presidente del secretariato de política extranjera y seguridad nacional.
De marzo de 2002 a 12 de diciembre de 2004 fue embajador en Moscú.